# Darvis Patton

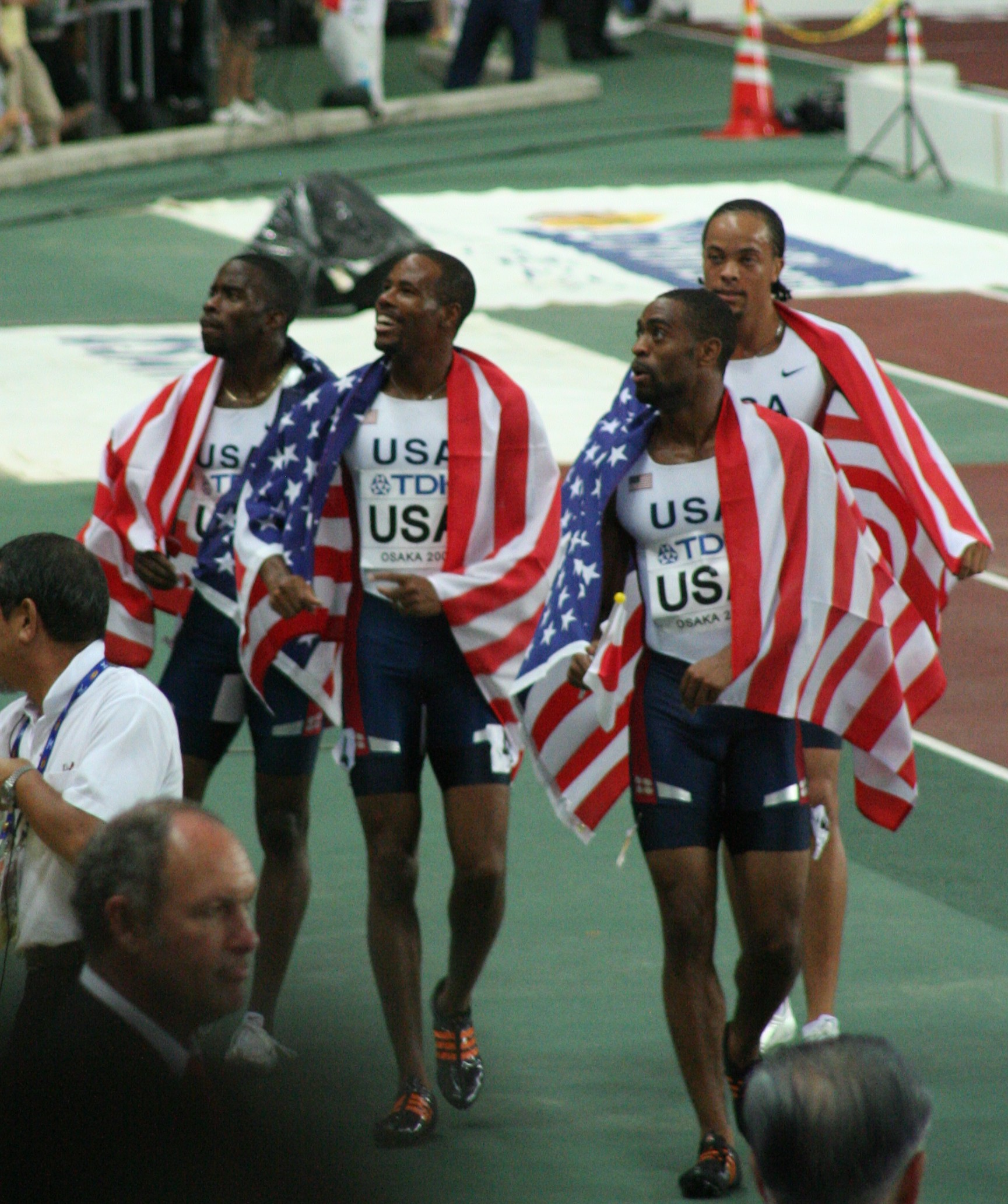
Patton (segundo a la izquierda) en 2007.

Darvis "Doc" Darell Patton (4 de diciembre de 1977) es un atleta retirado de pista y campo estadounidenseque compitió en los eventos de carreras de velocidad. Él es un campeón de los Estados Unidos en dos ocasiones en la carrera de 200 metros y ganó la medalla de plata en el evento del Campeonato Mundial de 2003. Él es un atleta olímpico en tres ocasiones y participante en cuatro ocasiones en el Campeonato Mundial.
Patton ha tenido mucho éxito con el equipo estadounidense de relevos de 4 x 100 metros, al ser un medallista de oro mundial en 2003 y 2007, así como un medallista de plata olímpico en dos ocasiones (2004 y 2012). Él también ha tenido mala suerte en el relevo, después de haber participado en la descalificación del equipo estadounidense en los Juegos Olímpicos de 2008, el Campeonato del Mundo de 2009 y los Campeonatos del Mundo de 2011.